# Кући, кући
Кући, кући је девети студијски албум Јане, издат је 2007. године за издавачку кућу VIP Production.

## Списак песама
| №   | Назив                   | Трајање |  |
| 1.  | Иза твојих прозора      |         |  |
| 2.  | Иди па се лечи          |         |  |
| 3.  | Ја нисам она            |         |  |
| 4.  | Белег                   |         |  |
| 5.  | Кући, кући              |         |  |
| 6.  | Превари ме              |         |  |
| 7.  | Љубав није грех         |         |  |
| 8.  | Кунем ти се             |         |  |
| 9.  | Тужни се смеју најлепше |         |  |
| 10. | Ја те само љубим        |         |  |